# 名古屋市交通局BLA形電車
名古屋市交通局BLA形電車は、かつて名古屋市交通局が保有していた路面電車車両である。名古屋市電初の半鋼製低床ボギー車で、後に1200形と改称された。
形式の「BLA」とは、Bogie Low-floor A typeの略である。

## 概要
ドイツAEG製の電動機を輸入して完成された、当時としては画期的な大型車で、1927年3月から1928年3月にかけて、日本車輌製造・東洋車輌の2社によって10両が製造された。
溶接技術の進んでいなかった時代に製造された車両のため、半鋼製の車体には数多くのリベットが並び、堅牢そのものの印象を与える外観を持つ。全長が12.5mあるため、車端部は曲線通過時の車体の張り出しを押さえるため、絞り込まれており、前面は細面に見える。側面窓配置はD5D5Dの3扉車で、両端扉は片開き1枚扉、中央扉は両開きの2枚扉となっていた。前面は3枚窓で、車体が絞られている関係から、左右の窓幅は中央窓の半分程度しかない。中央窓上に方向幕を、左右窓上には通風口を設けてあり、窓下に前灯と車番を取り付けていた。集電装置は、竣工時はトロリーポールを前後各1基装備していたが、戦後ビューゲルに改造された。直接制御方式で、足回りは50PSモーターを2基装備し、ブリル39E2類似のコピー台車を履いていた。
戦時中に1202・1203の2両が被災・焼失したため、1958年に1209・1210が2代目の1202・1203に改番された。
1948年、戦後の復興輸送をまかなう規格型の路面電車の製作が日本車両に依頼された際、急を要することもあり、大型の車体を持つ「BLA」の設計の多くが転用されている。戦後形は全溶接構造の半鋼製車となったが、全体のシルエットをはじめ、扉配置や窓割りなど、そのスタイルは「BLA」そのものである。「日車標準型」のひとつにも数えられ、函館市電500形や、札幌市電600形などがこれに相当する。

## 運用
戦後は港車庫に配置され、同車庫担当の市南西部を走る系統で運用されたが、大型車体を活かして都心部に入る系統でも運用された。廃車は比較的早く、高性能車の充実に伴い1963年に2両が花電車の種車となり、4両が廃車された。残った2両はワンマン化改造を施され、下之一色線で最後の活躍をしたが、同線の路線廃止を待たず、1967年に全車が廃車された。

## 改造
花電車への改造
それまで花電車として使われていた、老朽化した単車を置き換えるため、1963年に1201・1203の2両が改造された。改造内容は運転台部分を残して車体を解体し、集電装置を取り付けるための櫓を設置するものであった。1973年10月の「名古屋まつり」時の花電車運行まで使用され、1974年2月に廃車された。改造による改番は以下の通り。
- 1201・1203→花11・花12

ワンマン化改造
1963年に1207・1208の2両が改造された。いわゆる「一色ワンマン」への改造で、大型のワンマン操作卓を設置し、車体全周にはワンマン車を表す赤帯が追加された。ワンマン表示器は装備されず、集電装置はZパンタに交換された。進行方向に対し前扉を乗車用、中扉を降車用としたため、後扉は締切扱いとされ、実質左右非対称の前中2扉車となった。

## 保存車・譲渡車

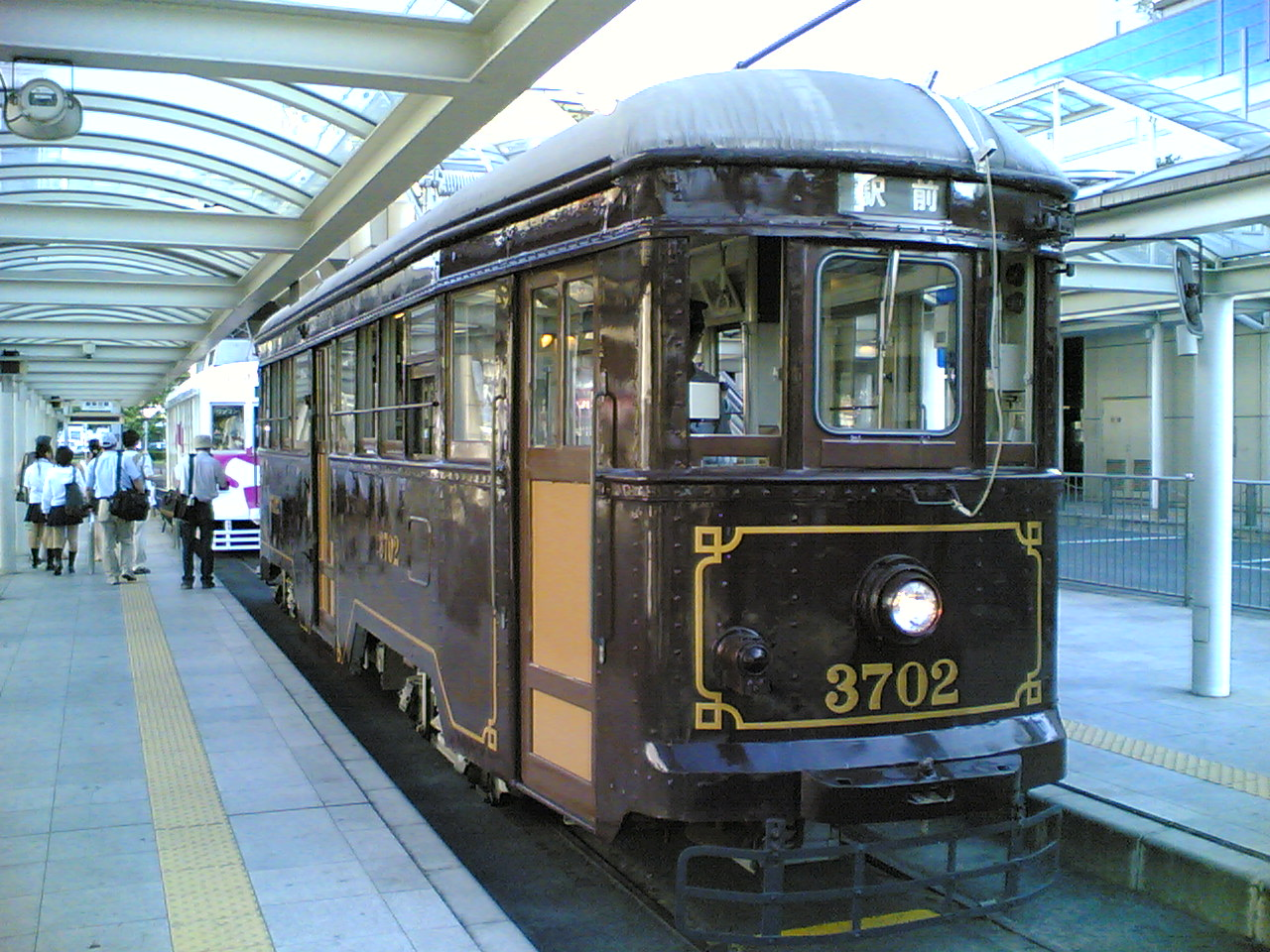
豊橋鉄道モ3700形電車「レトロ電車」（元・名古屋市交通局BLA形） 駅前駅にて（2005年8月）

1963年に廃車された1202・1204～1206の4両が豊橋鉄道に譲渡され、同車の700形（後に3700形）となった。
- 1202・1204～1206→豊橋鉄道701～704（1968年に3701～3704に改番）

4両の内3702（元1204）は長く現役で残り、1994年には鉄道友の会のエバーグリーン賞を受賞。1996年にはダミーのトロリーポールを取り付けて、塗装も新造当時のものに復元、「レトロ電車」として団体臨時運転などで活躍を続けたが、2007年3月をもって80年にわたる現役生活を終えた。
同車は豊橋市松葉町に新設された児童研修施設、「こども未来館（通称：ココニコ）」にて静態保存されている。保存に際し、運転台の片方をシミュレーターに改装し、電車運転の擬似体験が出来るようになっている。

## 車両諸元
- 車長：12508mm
- 車高：3497mm
- 車幅：2206mm
- 定員：80名
- 自重：16.9t
- 台車：ブリル39E2型の類似コピー品
- 電動機：50PS（36.8kW）×2
- 製造：
  - 日本車輌製造（1201～1204）
  - 東洋車輌（1205～1210）